# Broad Street (Manhattan)
Broad Street (en español: "calle ancha") es una calle situada en el distrito financiero de la ciudad de Nueva York, en Manhattan, que se extiende desde South Street hasta Wall Street. Originalmente, fue el Broad Canal (en inglés: "canal ancho") en la colonia neerlandesa de Nueva Ámsterdam.
El canal recogía agua del río Este, y fue rellenado en 1676 luego de que varios comerciantes de frutas y vegetales hicieran complicado que los botes pudieran entrar al canal.  Los primeros establecimientos en Broad Street en los años 1660 incluyeron la Fraunces Tavern y la Royal Exchange. Luego el área se convirtió en el centro de la actividad financiera y todos los pequeños edificios fueron reemplazados con grandes bancos y edificios de la bolsa de valores. La mayoría de las estructuras que están en íe hoy en día datan de inicios del siglo XX junto con edificios más modernos construidos luego de los años 1950.

## Historia

### Años 1600: El canal de Nueva Ámsterdam

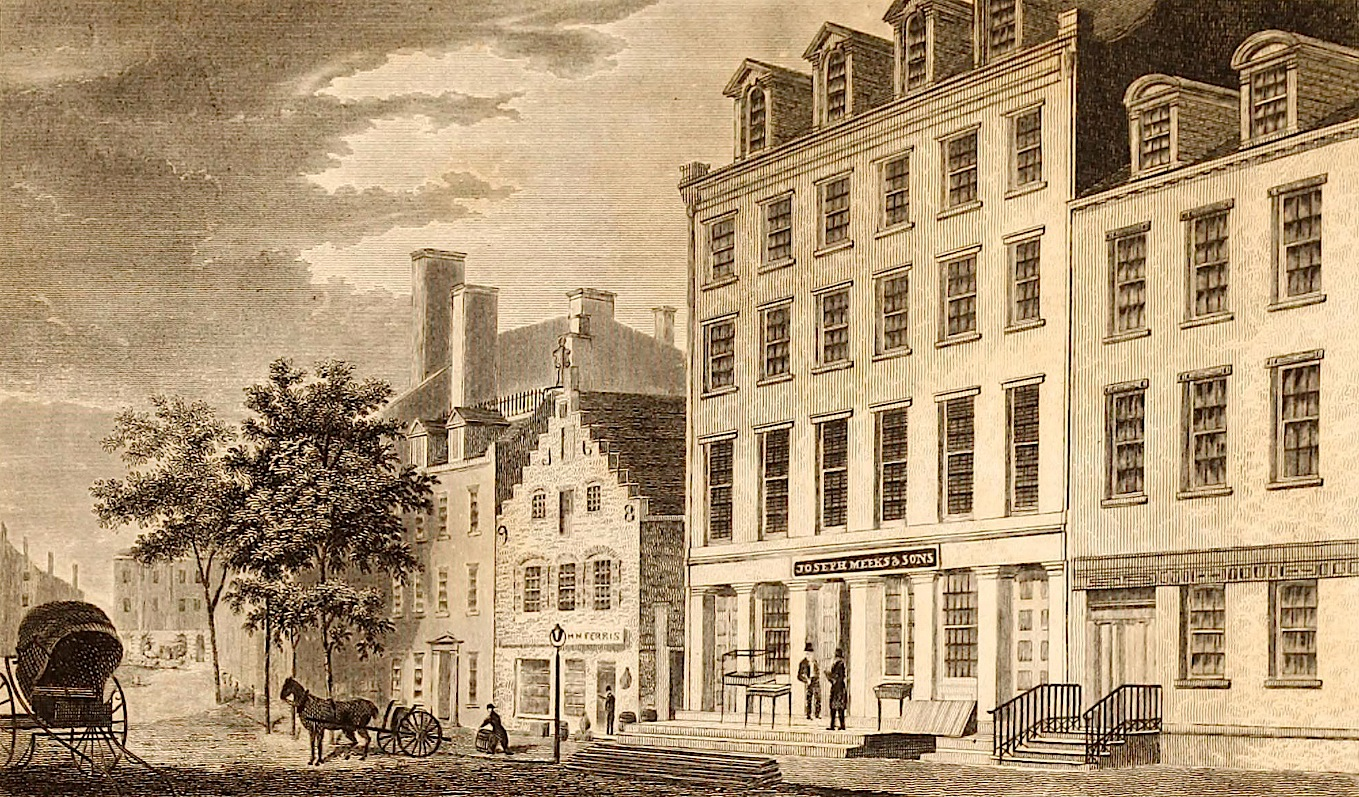
Antigua casa neerlandesa en Broad Street, 1831

Broad Street, se llamaba antiguamente Princess Graft en la antigua Nueva Ámsterdam. Fue originalmente una entrada del río Este y estaba flanqueado por dos sólidas filas de casas de tres pisos, con caminos en su frente. Construido durante la administración de Peter Stuyvesant, el Broad Canal fue el original lugar de desembarque de Manhattan del primer transbordador entre esta isla y Brooklyn que luego sería el Fulton Ferry. La Lovelace Tavern, abierta entre 1670 y 1706 y propiedad el entonces gobernador colonial Coronel Francis Lovelace, ocupaba parte de la actual ubicación del 85 Broad Street; sin embargo, el bar en sí mismo sólo tenía frente a Pearl Street. El Alcalde Stephanus Van Cortlandt construyó su casa en 1671 en Broad Street, en el futuro sitio de la Fraunces Tavern. construido como un edificio de un piso en 1675, la Royal Exchange (luego conocida como la Old Royal Exchange y la Merchants Exchange) fue un mercado techado cerca del final de Broad Street cerca a su intersección con Water Street. 30 Broad Street fue alguna vez propiedad de la iglesia neerlandesa que erigió el segundo asilo de ancianos antes de 1659. Broad Street, siendo un canal, fue originalmente conocidao como "Common Ditch" y luego "The Prince’s Ditch".[cita requerida]
El canal fue llenado en 16767 porque los vendedores de frutas y vegetales, incluyendo nativos americanos que venían desde Long Island, dejaban el área llena de basura y cada vez menos botes podían entrar al mismo. Los caminos en frente de las filas de casas por el canal fueron pavimentados en 1676 también. La calle vio muchos cambios a medida que pasaban los siglos desde el gobierno neerlandés al británico y, finalmente, los Estados Unidos. Entre los inquilinos en Broad Street en el siglo XVIII estaba el librero Garrat Noel.

### Años 1700: Tabernas y salones
El primer cuartel de bomberos del Departamento de Bomberos de la Ciudad de Nueva York fue construido en 1736 frente a la Bolsa de Valres de Nueva York en Broad Street. Dos años después, el 16 de diciembre de 1737, la Asamblea General de la Colonia creó el Departamento de Bomberos Voluntarios de la Ciudad de Nueva York.
El edificio en Broad Street de la Fraunces Tavern fue comprado en 1762 por Samuel Fraunces, quien lo convirtió en una popular taberna primero llamada la Queen's Head. Antes de la Revolución Americana, el edificio fue uno de los lugares de encuentro de la sociedad secreta los "Hijos de la Libertad".[cita requerida] En 1768, la Cámara de Comercio de Nueva York se fundó en una reunión en el edificio.
Luego de una reconstrucción en 1752 que añadió un salón de reuniones en el piso superior, el edificio de la Royal Exchange fue la ubicación de la Cámara de Comercio (luego Cámara de Comercio del Estado de Nueva York) desde 1770 hasta la guerra de independencia.[cita requerida] La Corte del Distrito de los Estados Unidos para el Distrito de Nueva York fue una de las 13 cortes originales establecidas en la Ley Judicial de 1789, y su primera sede fue en el edificio de la Royal Exchange (Merchants Exchange) en Broad Street.

### Años 1800: Nacimiento del distrito financiero

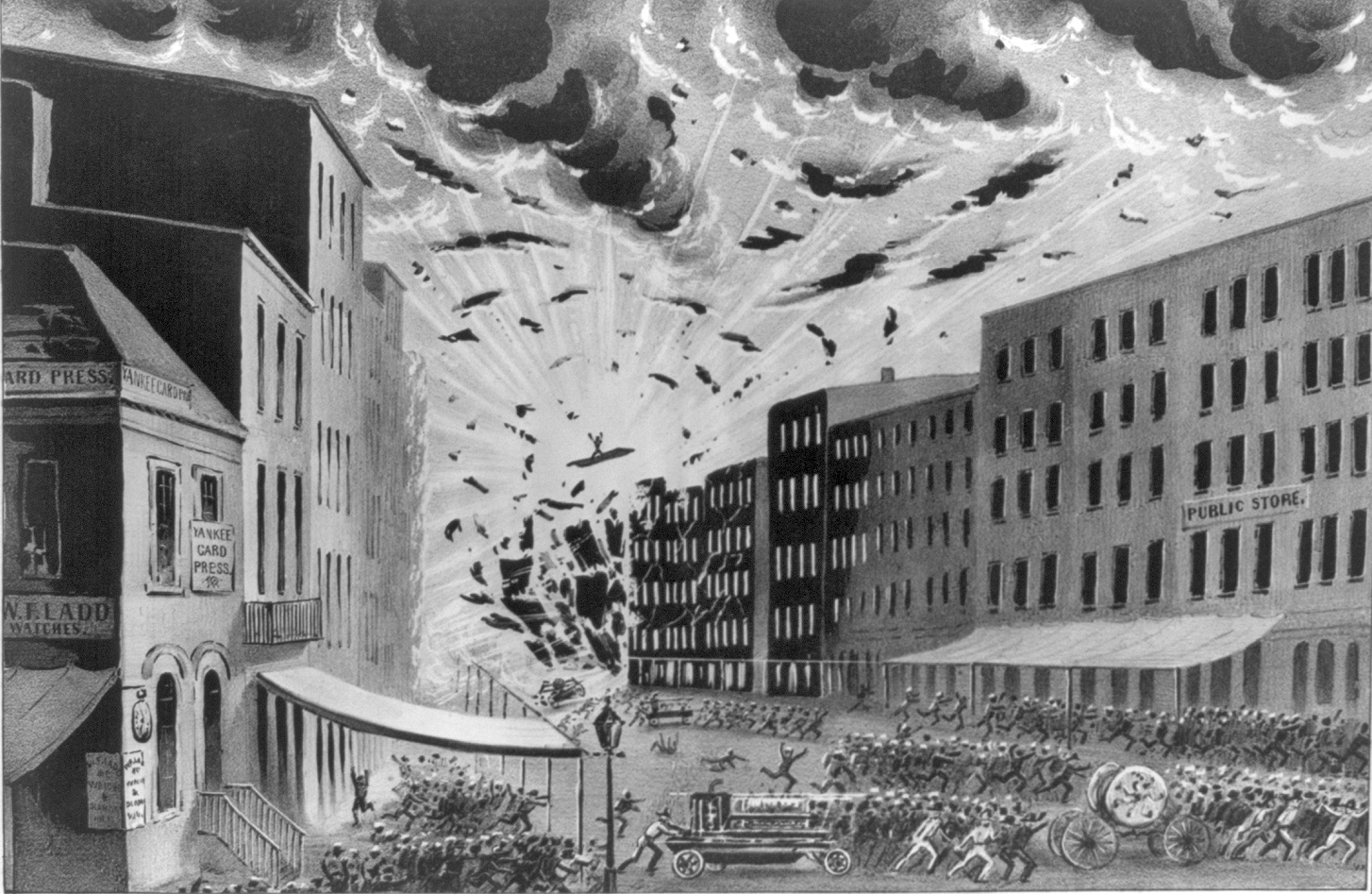
Explosión de un almacén en Broad Street durante el Gran incendio de Nueva York de 1845, 19 de julio de 1845

El gran incendio de Nueva York de 1835 destruyó todos los edificios históricos que quedaban de la época de Nueva Ámsterdam.[cita requerida] Gran parte de la calle fue destruida nuevamente en el gran incendio de Nueva York de 1845. En las primeras dos horas del incendio, alcanzó un gran almacén de varios pisos ocupado por Crocker & Warren en Broad Street, donde había almacenada una gran cantidad de salitre combustible. En julio de 1863, los disturbios de reclutamiento en Manhattan se convirtieron en la mayor insurrección civil en la historia estadounidense fuera de la guerra civil. Luego del brote de estos disturbios, Jacob B. Warlow y sus unidades de policía se enfrentaron con una multitud en Broad Street, y Warlow incluso ayudó a calmar otros disturbios en la ciudad fuera de su estación en Broad Street. A medida que el área se fue convirtiendo en el centro de la actividad financiera, los pequeños edificios fueron desapareciendo y reemplazados con grandes bancos. Muchas de las estructuras que hoy están en el área datan de inicios del siglo XX.[cita requerida]

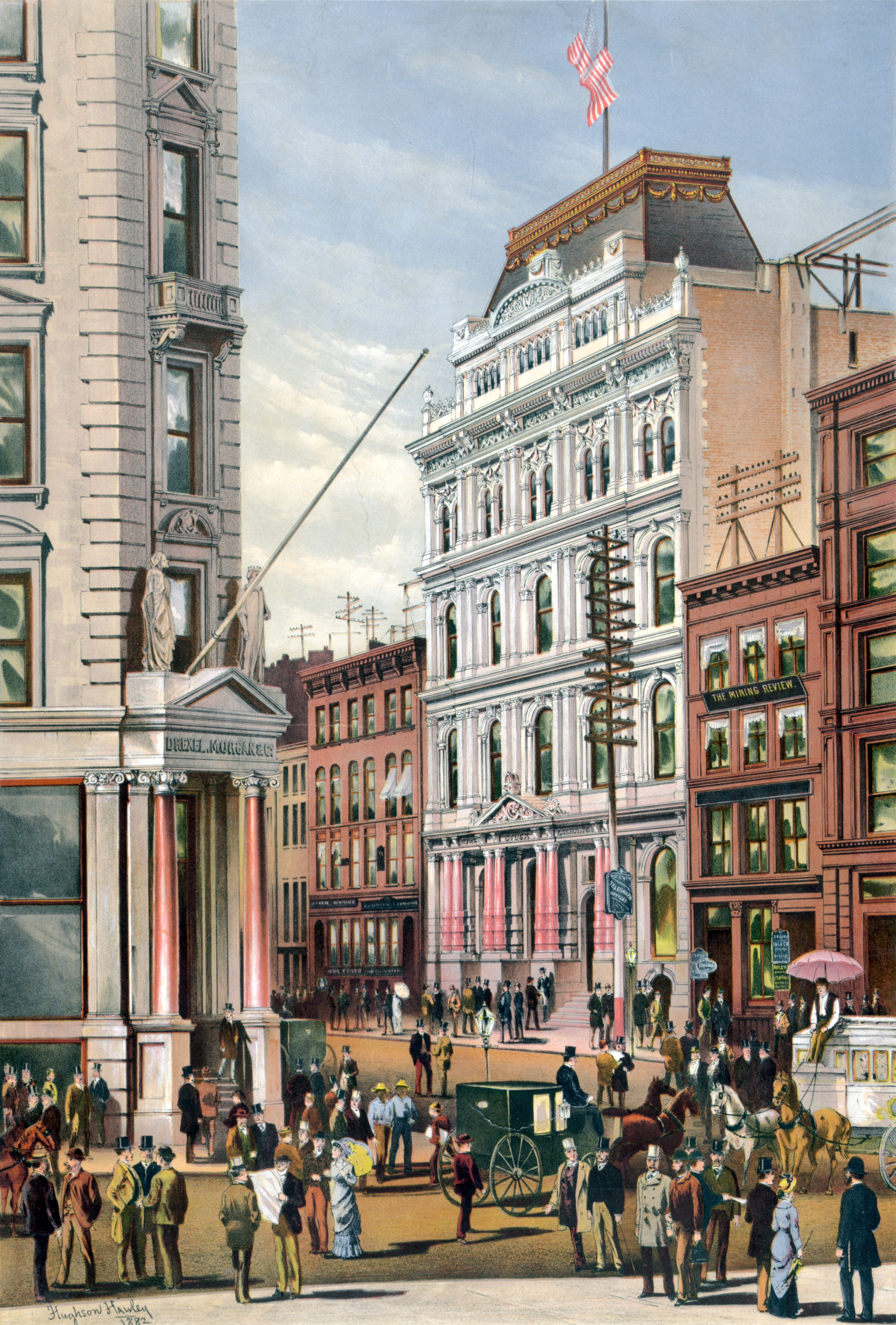
La bolsa de valores en el 10-12 Broad Street, en 1882

Un mercado de valores en la calle con varios corredores de pie se volvió estable en Broad Street a mediados de los años 1880, creciendo en parte en las afueras de la Junta Abierta de Corredores de Bolsa, previamente ubicada en un edificio en New Street abierto en 1864. La Junta Abierta se ubicó en el 16 y el 18 Broad Street hasta 1869. Luego que la Junta Abierta se fusionara con la Bolsa de Valores Consolidada de Nueva York, los miembros de la Junta Abierta especializados en acciones no cotizadas fueron dejados sin "un techo sobre sus cabezas y empezaron a reunirse casualmente durante el día en vestíbulos del distrito financiero". En agosto de 1865, un reporteo describió el mercado de valores en la calle en frente al nuevo edificio de la bolsa en Broad Street. "Había por lo menos cien personas en la vereda y calle... Comprador y vendedor, especulador e inversor, operador y espectador, agente y principal, se encontraban cara a cara, sobre la calle y debajo del sofocante sol, abrían sus bocas y gritaban todas clases de códigos aparentemente sin sentido uno al otro, mientras sus sombreros se inclinaban hacia sus nucas,m sus ojos se tensaban fieramente y sus brazos se agitaban salvajemente sobre sus cabezas, de donde fluían ríos de abundante transpiración." En 1877, una nueva organización, la Junta Abierta de Corredores de Bolsa de Nueva York alquiló el mismo edificio en los números 16 y 18 Broad Street utilizado por la antigua Junta Abierta.
El Mills Building fue terminado en 1882 como una estructura de 10 pisos que se levantaba en el 15 Broad Street en la esquina con Exchange Place, Con una L en el 35 Wall Street. Estaba junto al edificio que fue sede de la Equitable Trust Company. También estaba junto al edificio de la J. P. Morgan & Company tanto en Broad Street como en Wall Street. Los corredores de pie fueron ahuyentados por varios edificios a medida que su número aumentaba hasta que terminaron al frente de la entrada del Mills Building en Broad Street. El Mills building sería luego remplazado por el rascacielos Equitable Trust Building en 1928. El Stock Exchange Luncheon Club fue un restaurante para socios de la Bolsa de Nueva York (NYSE por sus siglas en inglés) fundado el 3 de agosto de 1898 en el 70 Broadway. Se mudó al New York Stock Exchange Building en el 11 Wall Street en 1903.

### 1900–1921: Boom de la bolsa callejera

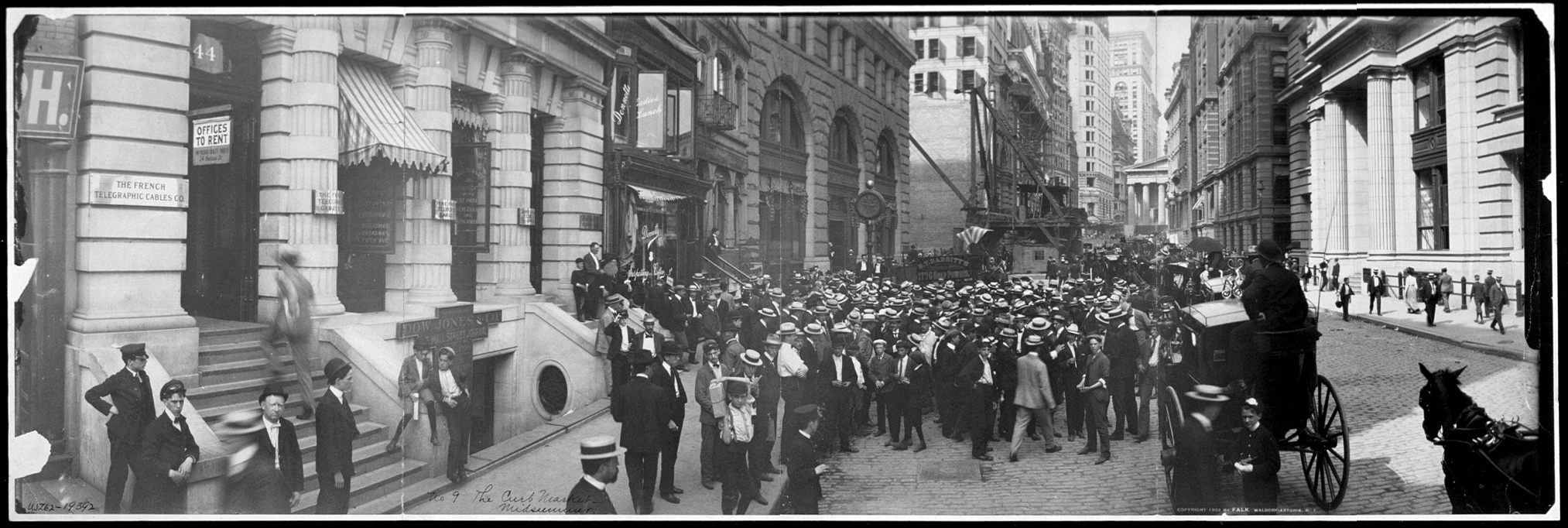
Bolsa de valores callejera en Broad Street en 1902. Tal como escribió un residente local en 1907, cada mañana a las 10 en punto la multitud de corredores de bolsa, sus cajeros, vendedores de limonada y provisiones, mensajeros, ovejas esperando al matadero, y muchos otros componentes de la bulluciosa y desordenada muchedumbre irrumpen con una descarga de gritos discordantes que desgarran el aire por varias cuadras, y luego la algarabía reina hasta que el gong suena de nuevo a las 3 en punto de la tarde, para la confusión y descontento de todo el vecindario circundante."

El Broad Exchange Building en el 25 Broad Street fue construido en 1900 para proveer de espacio de oficinas a las compañías financieras incluyendo Paine Webber. En el momento de su término fue el edificio de oficinas más grande de Manhattan. En 1903, la NYSE se mudó a sus nuevas oficinas en el 18 Broad Street, entre las esquinas de Wall Street y Exchange Place.
En el boom de la minería de 1905 y 1906, la bolsa callejera en Broad Street atrajo alguna publicidad negativa por el "total uso de la vereda para estafar". A 1907, los corredores callejeros intencionalmente evitaron organizarse. Habían sido desalojados del frente del Mills Building en 1907, y tuvieron que moverse al pavimento afuera del Blair Building donde paraban los taxis. Ahí, ellos recibieron un "pequeño dominio del asfalto" cercado por la policía en Broad Street entre Exchange Place y Beaver Street, luego de que el comisionado de policía McAddo tomó el cargo. Para 1907, la bolsa callejera iniciaba operaciones a las 10 de la mañana, cada día con excepción de los domingos, hasta el campanazo a las 3 de la tarde. Las órdenes para la compra y venta de valores se gritaban desde las ventanas de los corretajes cercanos y el anuncio de la operación ya ejecutada era gritado de vuelta.  El ruido causado por la bolsa callejera llevó a varios intentos de cerrarla. En agosto de 1907, por ejemplo, un abogado de Wall Street envió una carta abierta a los periódicos y al comisionado de policía, pidiendo que la Bolsa Callejera de Valores de Nueva York en Broad Street sea inmediatamente prohibido por ser una molestia pública. Argumentó que la bolsa callejera no tenía ningún "propósito benéfico o legítimo" y que una "pura y simple institución de juego de azar". Además citó leyes relacioandas con el uso de las calles, argumentando que bloquear la vía era ilegal. El New York Times, reportando sobre la carta abierta, escribió que los corredores de bolsa informados de la carta "no se mostraron perocupados". El artículo describió "su presente territorio en el amplio asfalto al frente de 40 Broad Street, al sur de Exchange Place, es el primer refugio en el que ellos tuvieron algo parecido a una posesión indisputada."
En 1908, La New York Curb Market Agency fue creada, que desarrolló reglas de comercio apropiadas para los corredores callejeros bajo el "agente callejero" E. S. Mendels. En 1910, Mendels testificó ante el Comité de Investigaciones de Wall Street de parte de los corredores callejeros, cuando se hizo un intento de desalojarlos de Broad Street. En 1908, 70 Broad Street, entre Marketfield y Beaver Street, se convirtió en el Edificio American Bank Note Company, la sede principal del American Bank Note Company. Construido en 1913, el 23 Wall Street o "The Corner", es un edificio de oficinas originalmente propiedad de la J.P. Morgan & Co.; luego Morgan Guaranty Trust Company; locado en la esquina sureste de Wall Street y Broad Street. Fue generalmente conocida como la "Casa de Morgan"; a tal punto que resultó innecesario marcar el exterior con el nombre de Morgan. En 1920, el periodista Edwin C. Hill escribió que el mercado callejero en la baja Broad Street era un "torbellino rugiente" que "despoja del control de una mina de oro a un operador sin suerte, luego se tiene para subastar un perrito. No se parece a nada bajo el asombroso cielo que es su único techo". Luego que un grupo de corredores callejerso formaron una empresa inmobiliaria para diseñar un edificio, Starrett & Van Vleck diseñaron el nuevo edificio de la bolsa en Greenwich Street en el bajo Manhattan entre las calles Thames y Rector, en el 86 Trinity Place. Abrió en 1921, y los corredores callejeros se mudaron ahí el 27 de junio de 1921

### 1922–actualidad

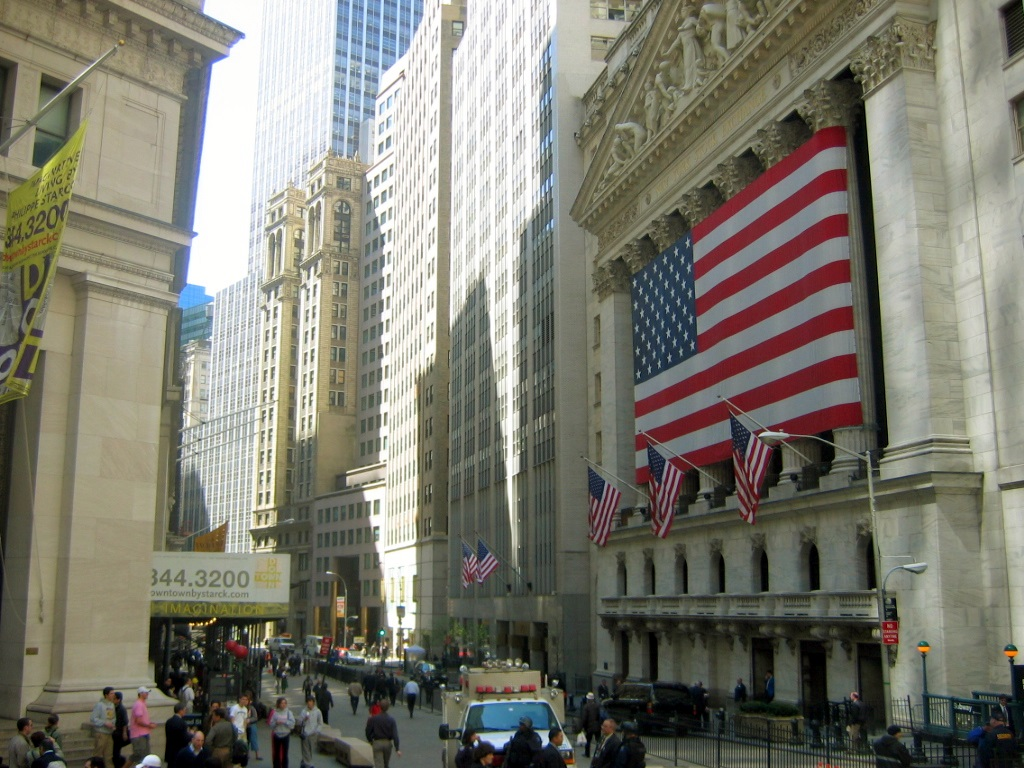
Broad Street, y a la derecha, la Bolsa de Nueva York (NYSE)

Cuando la empresa neoyorquina de alto perfil Edward M. Fuller & Company quebró en 1922, tenía oficinas en el 50 Broad Street. Junto a la Bolsa de Nueva York, en 1929, un nuevo edificio de 50 pisos, el Continental Bank Building fue anunciado en el 30 Broad Street (ubicación del antiguo Johnston Building de 15 pisos) para albergar a la Continental Bank and Trust Company y varios corredores de bolsa. El edificio abrió el 27 de abril de 1932.
La hoy famosa escultura Charging Bull fue instalada el 15 de diciembre de 1989 bajo un árbol de Navidad de 18 metros en la mitad de Broad Street frente a la Bolsa de Valores como un regalo de Navidad a los neoyorquinos. Luego de que las autoridades de la Bolsa llamaron a la policía, fue reinstalado dos cuadras más al sur en Bowling Green.
En el 2011, la New York City Opera se mudó al 75 Broad Street en el bajo Manhattan. Algunas tomas adicionales para la película Money Monster se realizaron a mediados de enero del 2016 en Nueva York en la esquina de William Street y Broad Street. El 10 de diciembre del 2018 se instaló en esta calle, frente al edificio de la Bolsa de Valores la escultura de la Fearless Girl.

## Descripción
Desde Wall Street hacia el norte, Broad Street contína como Nassau Street. Los dos rascacielos más al sur en Manhattan son 1 New York Plaza, en el lado oeste de Broad Street, y 125 Broad Street, en el oriental. La famosoThe famous neo-Roman facade of the New York Stock Exchange Building and its main entrance is located on 18 Broad Street. La famosa fachada neo-romana de la Bolsa de Nueva York y su entrada principal, se encuentran el nº18 de Broad Street. Frente a ella está la antigua sede de J.P. Morgan & Co., en el n.º 23 de Wall Street, con el nº15 de Broad Street, que se ha convertido en un condominio de lujo. Otros edificios a destacar son el Broad Exchange Building en el n.º 25, el Continental Bank Building en el 30 30, el Lee, Higginson & Company Bank Building en el 37 y la American Bank Note Company Building en el n.º 70.

### Edificios notables

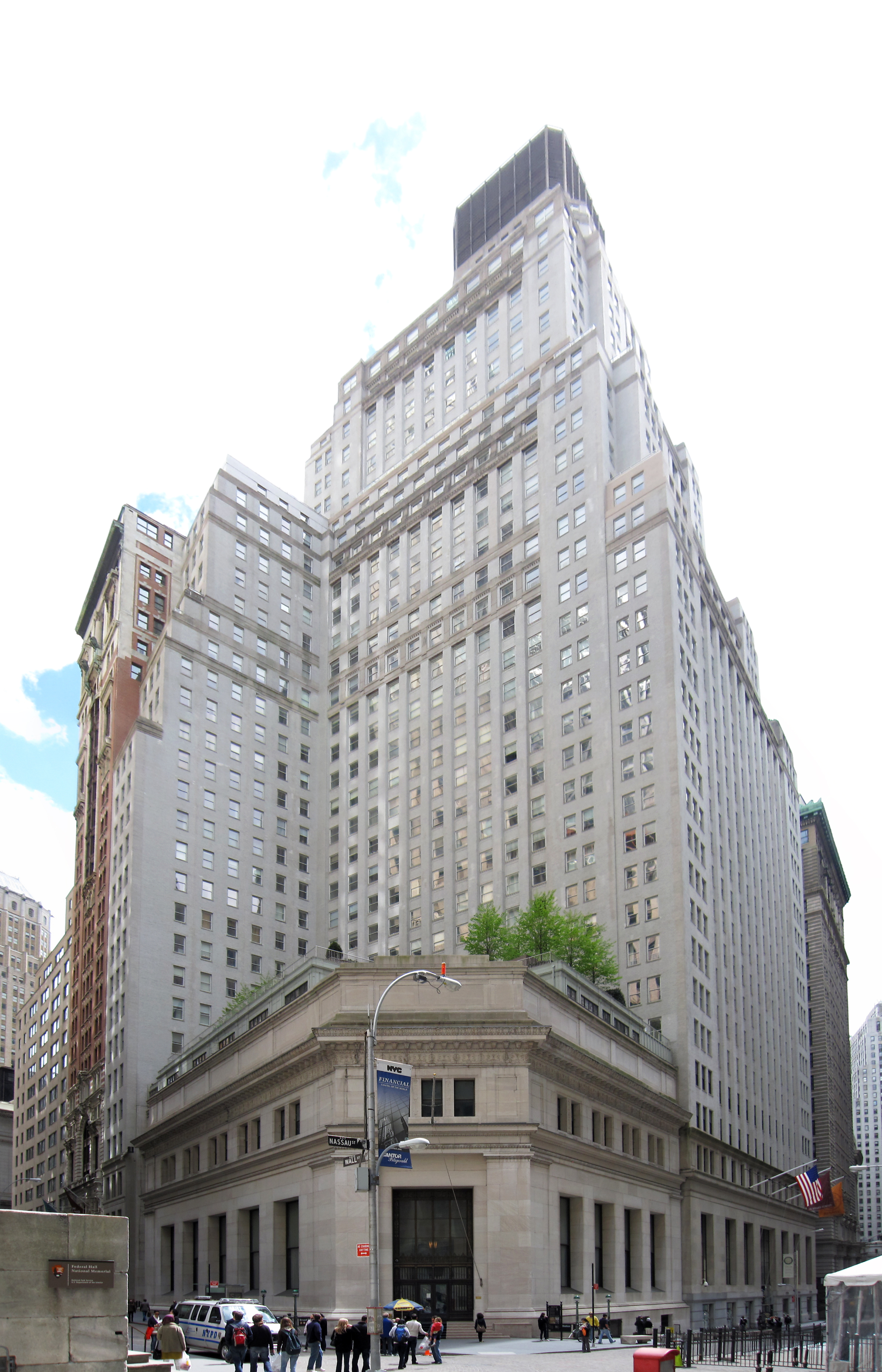
15 Broad Street

De norte a sur, destacan los siguientes edificios notables:
- 23 Wall Street
- 15 Broad Street
- New York Stock Exchange Building en el 18 Broad Street
- Broad Exchange Building en el 25 Broad Street
- Continental Bank Building en el 30 Broad Street
- Lee, Higginson & Company Bank Building en el 37 Broad Street
- 45 Broad Street - rascacielos propuesto
- American Bank Note Company Building en el 70 Broad Street
- Millennium High School en el 75 Broad Street
- Fraunces Tavern
- 1 New York Plaza
- 2 New York Plaza

Entre los edificios antiguos notables se incluyen
- Mortimer Building
- Mills Building
- Royal Exchange

### Transporte
En la esquina de Broad y Wall Street, se encuentra la Broad Street Station (trenes J y Z), de la BMT Nassau Street Line del Metro de Nueva York.